# 乌尼昂-杜斯帕尔马里斯
乌尼昂-杜斯帕尔马里斯（葡萄牙語：União dos Palmares）是巴西阿拉戈斯州的一个市镇。总面积427.83平方公里，总人口62727人，人口密度146.6人/平方公里。